# Fosun International
Fosun International Limited er en kinesisk multinationalt konglomerat og holdingselskab med hovedkvarter i Shanghai. Det blev etableret i 1992 af Guo Guangchang og fire andre. Virksomheden er tilstede i 16 lande indenfor stålindustri, sundhedsindustri, fast ejendom, finansiel virksomhed, energi, teknologi, industri, detailhandel, mode, fødevarer og underholdning.